# Munizip Tarhuna wa Msallata
Tarhuna wa-Msallata (arabisch ترهونة ومسلاتة, DMG Tarhūna wa-Masallāta) ist ein ehemaliges Munizip, das im Nordwesten der Libysch-Arabischen Republik lag. Es ging 2007 im benachbarten Munizip al-Murgub auf.

## Geographie
Im gesamten Gebiet von Tarhuna wa-Msallata lebten 296.092  Menschen (Stand 2003) auf einer Fläche von insgesamt 5.840 km².
Das Munizip besaß folgende Grenzen zu den anderen ehemaligen Munizipen:
- Munizip Tadschura’ wa-n-Nawahi al-Arbaʿ – Norden
- Munizip al-Murgub – Nordosten
- Munizip Misrata – Osten
- Munizip Bani Walid – Süden
- Munizip Mizda – Südwesten
- Munizip Gharyan – Südwesten
- Munizip al-Dschifara – Westen
- Munizip Tripolis – Nordwesten